# Médaille de bonne conduite (Vietnam)
La Médaille de bonne conduite (en vietnamien: Quân-Phong Bội-Tinh) était une décoration militaire du Sud-Vietnam créée en 1964.
Cette médaille récompensait une conduite et une discipline exemplaires. Elle exigeait également trois ans de service dans les forces armées de la République du Viêt Nam.

## Grades
La médaille de bonne conduite comporte cinq grades différents et certains d'entre eux contiennent la fleur de lys, à partir du quatrième grade.

Ruban de cinquième classe
Ruban de quatrième classe
Ruban de troisième classe
Ruban de seconde classe
Ruban de première classe

## Source
- (en) Cet article est partiellement ou en totalité issu de l’article de Wikipédia en anglais intitulé « Good Conduct Medal (Vietnam) » (voir la liste des auteurs).